# Бойна
Бойна (словац. Bojná) — деревня в районе Топольчани Нитранского края в Словакии. Находится в 49 км от города Нитра в юго-восточной части Поважского Иновца и частично в северо-западной части Нитринской возвышенности. Через селение протекает ручей Бойнянка.
На территории Бойны с 800 по 920 годы существовала агломерация трёх укреплённых поселений — одна из крупнейших в Великой Моравии. Большое количество найденных артефактов служит доказательством того, что в Бойне была резиденция местного княжеского рода. Здесь были обнаружены, к примеру, литые колокола, ювелирные изделия, тысячи кованых предметов: копья, стрелы, рабочие инструменты крестьян и ремесленников, обломки мечей, скрамасаксы. На комплекте из шести позолоченных рельефных медалей из переносного алтаря латинским алфавитом выбиты короткие тексты, датируемые 780—820 годами, которые являются первыми доказательствами использования письменности центральноевропейскими славянами. На одной из надписей можно прочитать фразу «Я верю в Бога», а в другой упоминается Архангел Михаил. Система славянских городищ лежит на юго-востоке подножия гор Поважски-Иновец на стратегической точке между бассейнами рек Ваг и Нитра. Перевал рядом с Bojná охранялся городищами Bojná I (Валы), Bojná II (Градиско), Bojná III (Žihľavník) и селищами Bojná IV (Новые Валы) и Бойна V. Местность находится близко к другим великоморавским поселениям Победим, Дуцове и Нитрьянска Блатница. Самое большое городище Бойна I (Валы) имело площадь 12 га. Большинство его укреплений появилось, скорее всего, после смерти короля Святополка в 894 году. Открытие древних фортов в Бойне опровергло гипотезу о том, что Нитра была единственным укреплённым великоморавским поселением на территории Словакии в IX веке. Самые значительные находки из городища Валы и других мест выставлены в Археологическом музее Великой Моравии, который находится в центре деревни Бойна́ в здании администрации.
В письменных источниках начинает упоминаться с 1424 года, хотя объединённое поселение Малые Двораны (Malé Dvorany) впервые упоминается в конце XII века.
В 1530 году половина домов была сожжена османской армией.
С 2018 года восточные ворота были реконструированы на городище Бойна — Валы. Его высота 11 м, ширина 12 м, а за воротами есть туннель длиной 7 м.

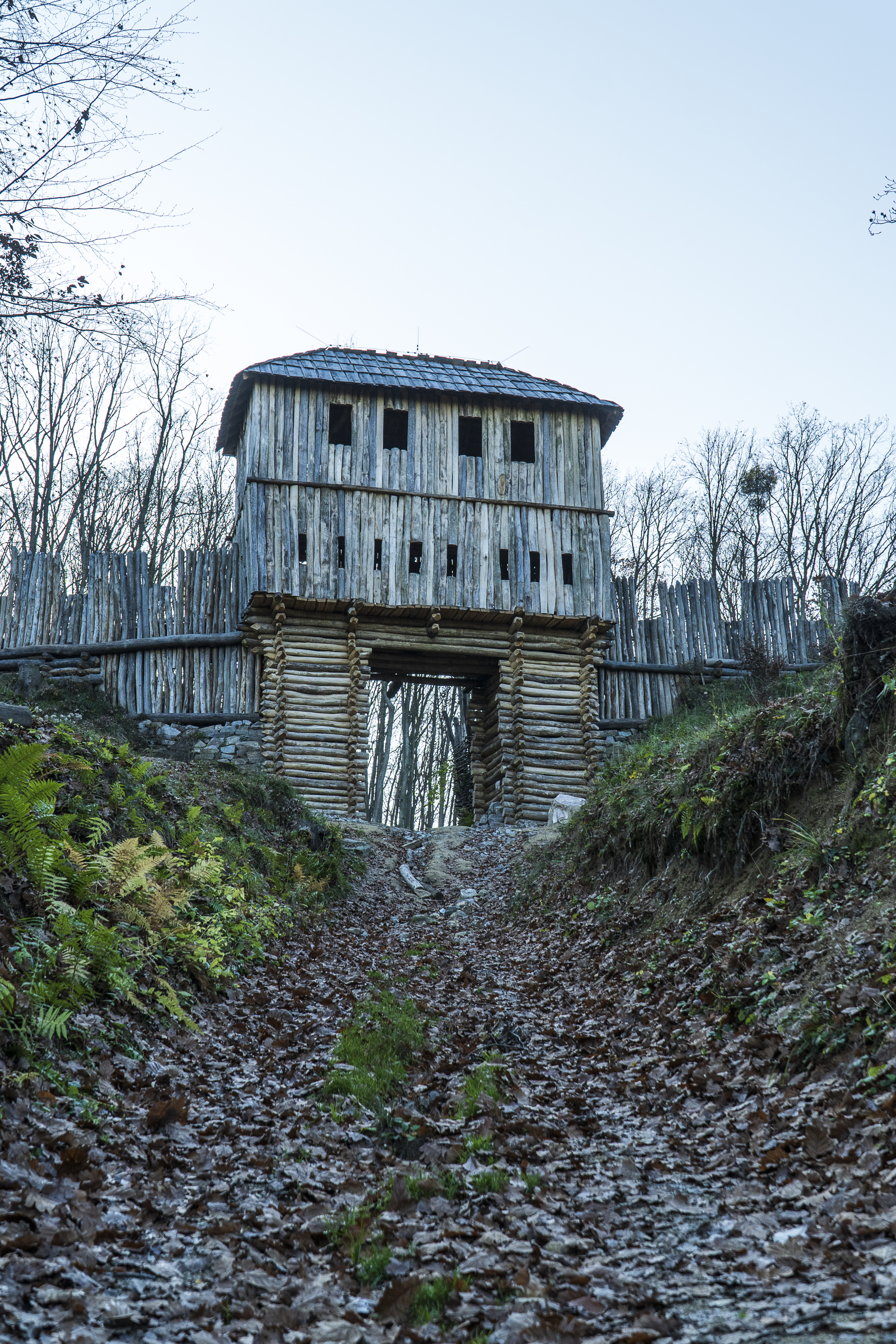
Реконструкция въездных ворот городища Бойна I (Валы)
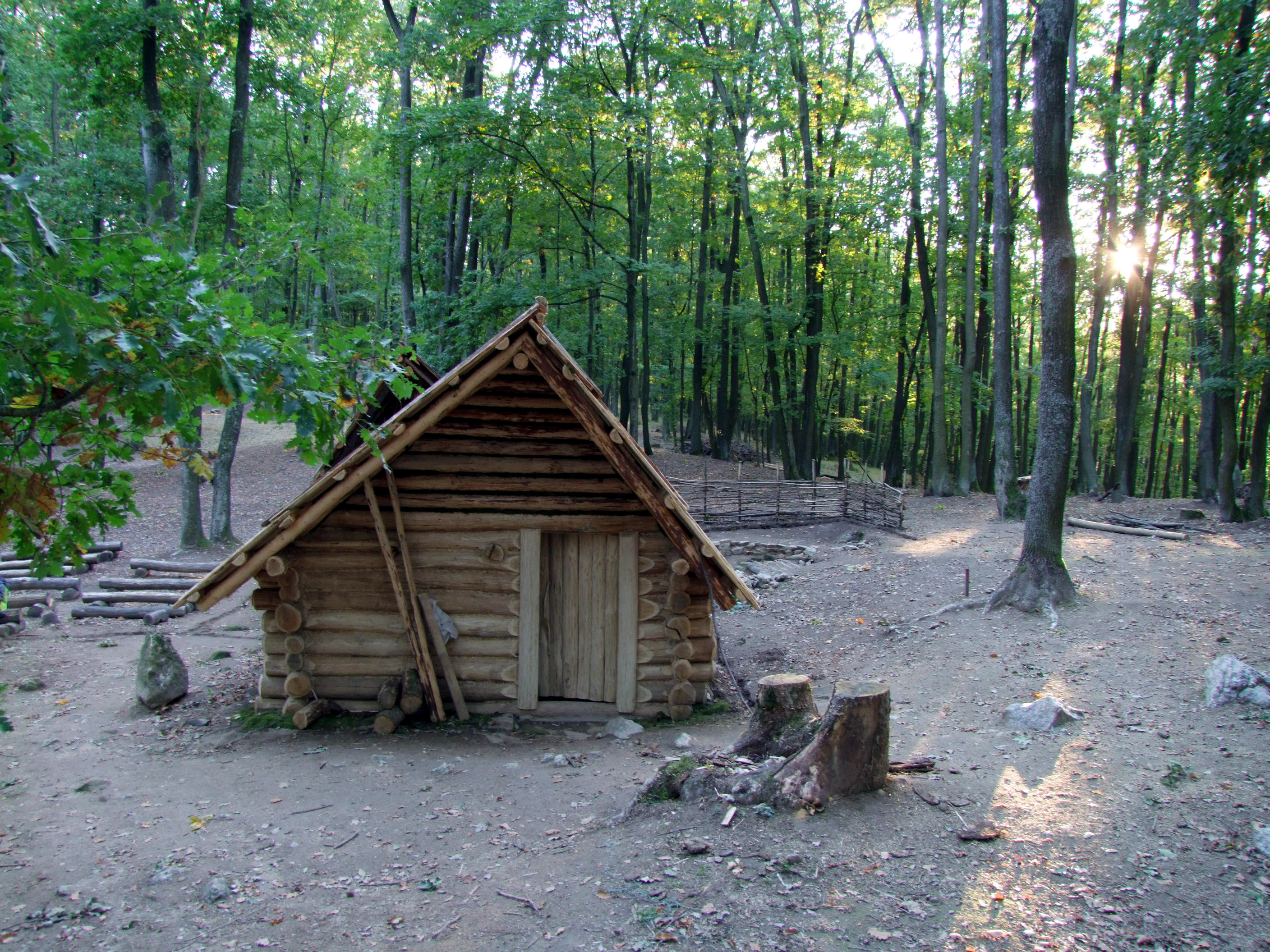
Реконструкция здания на городище Бойна

## Население
| Год:                | 1994 | 2004    | 2014    | 2024    |
| ------------------- | ---- | ------- | ------- | ------- |
| Количество человек: | 2064 | 1933    | 2033    | 1957    |
| Разница:            |      | −6,34 % | +5,17 % | −3,73 % |